# 海底沟地下水库
海底沟地下水库是中国重庆市江北区境内的一座水库，位于嘉陵江支流黑水滩河上，建于1972年。水库正常库容为442万立方米，总库容量 1340万 m³，集雨面积为63平方千米，海拔为368.58米。

## 水库情况
海底沟水库地下水库原为江北煤矿，于1966年8月开凿过山平硐而形成，平硐掘进至1056米时，遇大型溶洞穿水，最大流量达9万立方米每小时，72天后水量减至0.34万立方米每小时，此间涌出水量1680 万立方米；穿水溶洞沿华蓥山复背斜向北50度向东延长，现时可探测长度250m，洞底标高390m，洞口出水标高为约364m，最宽处80m，平均高6~8m。水库洞壁有粉末状碳酸钙结晶，无钟乳石、石笋。
穿水后数日内附近的多出露于须家河组中的泉水消失，附近自流井水位大幅度下降，有观测到多处有地下坍陷引起的震感，须家河组底煤层有塌落流出黑水等现象。
2008年汶川大地震后，水库经水利部大坝安全鉴定中心评定为不安全三类坝。2009年，水库开始放水，耗时百余天。2010年，海底沟水库进行了加固除险工程，并以“重庆江合煤矿国家矿山公园”列入全国第二批国家矿山公园。